# Itacuruba Sport Club
L'Itacuruba Sport Club, noto anche semplicemente come Itacuruba, è una società calcistica brasiliana con sede nella città di Itacuruba, nello stato del Pernambuco.

## Storia
Il club è stato fondato il 2 agosto 1987. Ha vinto il Campeonato Pernambucano Série A2 nel 2002. L'Itacuruba ha partecipato al Campeonato Brasileiro Série C nel 2004.

## Palmarès

### Competizioni statali
- Campeonato Pernambucano Série A2: 1

2002
- Campeonato Pernambucano Série A3: 1

2001